# Nino Palumbo
Nino Palumbo (Trani, 15 aprile 1921 – Genova, 6 marzo 1983) è stato uno scrittore italiano.

## Biografia
Figlio di un piccolo artigiano con famiglia numerosa, a undici anni è costretto a interrompere gli studi e a lavorare come fattorino. Dopo due anni può frequentare un liceo di Bari, ma le precarie condizioni economiche inducono il padre a trasferirsi con la famiglia, nel 1939, a Milano. Qui Nino Palumbo riesce a ottenere un piccolo impiego parastatale, frequenta corsi serali e si diploma in ragioneria. L'anno successivo s'iscrive alla facoltà di economia e commercio dell'Università Bocconi di Milano. Allo scoppio della seconda guerra mondiale, è chiamato alle armi come «volontario universitario», ma di fatto non parte per il fronte. Dopo l'armistizio ritorna a Milano, consegue la laurea in economia, poi s'iscrive alla facoltà di giurisprudenza e, due anni dopo, a quella di lettere.
Intorno al 1951 decide di abbandonare il lavoro di commercialista per dedicarsi completamente alla letteratura, «con il solito scarso successo degli esordienti». In quell'anno si sposa e si trasferisce a San Michele di Pagana, alle porte di Rapallo. Sono anni d'intensi studi letterari, destinati a colmare lacune più o meno vistose e dedicati a sommi rappresentanti della letteratura italiana e straniera, da Dante a Gogol' a Dostoevskij a Ibsen. A partire da quest'ultimo, Palumbo rivolge una particolare attenzione al teatro, anche con le prime opere giovanili, oltre a cimentarsi nella scrittura di vari romanzi rimasti inediti.
In questo periodo di tirocinio letterario interviene una cospicua corrispondenza con lo scrittore siciliano Elio Vittorini, il quale peraltro, pur prodigo di consigli, si rifiuta di segnalare alla Einaudi un romanzo e alcuni racconti proposti dallo scrittore esordiente. Anche il contatto epistolare con il critico letterario Carlo Salinari ha un esito negativo, fino alla netta stroncatura del romanzo Pane verde, iniziato nel 1957 e solo quattro anni più tardi pubblicato a Firenze da Parenti (1961). Tali insuccessi critici non scoraggiano il giovane autore, anzi ne stimolano la produttività e la ricerca di nuovi moduli e misure. Escono così i primi due romanzi pubblicati da Mondadori: Impiegato d'imposte (1957) e Il Giornale (1958). Il manoscritto del primo romanzo aveva già vinto, l'anno precedente, il premio Grazia Deledda.
Ambedue i romanzi, riprendendo un motivo autobiografico, hanno come protagonista un impiegato e cercano di distaccarsi dai moduli del neorealismo allora in voga, affidandosi piuttosto all'analisi psicologica. Il successivo romanzo Pane verde, che doveva far parte di una trilogia, resta invece isolato. Una spiegazione di tale arresto è quella fornita da Giuliano Manacorda: «Probabilmente era venuto meno l'interesse per un argomento che riprendeva il motivo autobiografico, centrandolo questa volta nel sud, ma era anche intervenuta una crisi della narrativa di Palumbo, negli anni in cui si stava clamorosamente consumando l'esperienza delle neoavanguardie, così diametralmente opposta alle sue intenzioni di scrittore. Palumbo non ha mai fatto mistero della sua fede nell'uomo e nella storia - una fede non negata, ma sostanziata dal pessimismo - , della sua convinzione che fatto letterario e fatto etico non possono andare disgiunti e che non esistono per un narratore problemi di linguaggio separati e meramente tecnici.»
Con il successivo romanzo Le giornate lunghe (1962) e con i racconti di Oggi è sabato e domani è domenica (1964) e Giocare di coda (1967) la scrittura di Palumbo sembra affidarsi a interessi di tipo psicanalitico, mentre si accentuano i toni ironici e satirici. Intanto nel 1960 fonda la rivista Prove di letteratura e arte, che vede tra i primi collaboratori Leonardo Sciascia e Giorgio Bàrberi Squarotti e, più tardi, Marco Forti e Walter Mauro. Negli anni Sessanta Palumbo è anche direttore della rivista Diogene e collabora con altri periodici come Il Ponte, La Fiera letteraria, La Gazzetta del Mezzogiorno, nonché con la RAI (sua, ad esempio, la sceneggiatura della serie televisiva Il Commissario Vincenzi interpretata da Paolo Stoppa). Tra il 1960/1961 collabora anche con il Pioniere in cui vengono pubblicati alcuni suoi racconti nel n. 5 e n. 32 del 1960 e il n. 9 del 1961.
Nel  1967 esce un'antologia scolastica che raccoglie pagine di romanzi editi fino a quel momento con un'introduzione di Giorgio Bárberi Squarotti. Nel volume si trovano note esplicative riguardanti termini del linguaggio parlato usato frequentemente dall'autore, commenti e veri e propri esercizi per gli studenti a cura di Ottavo Panaro, come ad esempio la correzione del tema di Monno (il bambino del romanzo Impiegato d'imposte), sincero ma «decisamente scarso, infarcito di periodacci, di sgrammaticature, di improprietà, di errori grossolani». Le pagine, oltre che da Impiegato d'imposte, sono tratte da Il giornale, Pane verde, Le giornate lunghe, Oggi è sabato domani è domenica. C'è anche un racconto inedito, La caccia.
Gli ultimi due romanzi Il serpente malioso (1977) e Domanda marginale (1982), con protagonisti negativi e nevrotici, riflettono la visione pessimistica dell'autore nei confronti di una società svuotata di valori positivi, ma lasciano anche spazio all'impegno della costruzione narrativa e della sperimentazione linguistica.
Nino Palumbo muore a Genova il 6 marzo 1983, in seguito a un intervento chirurgico.

## Opere
- Impiegato d'imposte, Milano, Mondadori, 1957.
- Il giornale, Milano, Mondadori, 1958.
- Via Ognissanti, in Prove, numero 2, luglio-agosto 1960.
- Pane verde, Firenze, Parenti, 1961.
- Le giornate lunghe, Milano, Rizzoli, 1962.
- Oggi è sabato e domani è domenica, Roma, Canesi, 1964.
- Giocare di coda, Milano, Mursia, 1967.
- I racconti del giovedì, Bari, Adda, 1973.
- Il serpente malioso, Roma, Editori riuniti, 1977.
- Domanda marginale, Foggia, Bastogi, 1982.
- L'intoppo e altre cose, Introduzione di Sebastiano Martelli, Bari, Editrice tipografica, 1993.